# جون كوغلان
جون كوغلان (بالإنجليزية: John Coghlan)‏ هو لاعب قذف أيرلندي، ولد في 6 يناير 1989 في مقاطعة تيبيراري في جمهورية أيرلندا.